# Dodonaea viscosa
Dodonaea viscosa, também conhecida como vassoura-vermelha, é uma espécie de angiosperma do gênero Dodonaea, que tem uma distribuição cosmopolita em regiões tropicais, subtropicais e regiões temperadas quentes da África, Américas, Ásia Meridional e da Australásia. Dodonaea é uma das espécies da família Sapindaceae.
Esta espécie se destaca por sua distribuição extremamente ampla, a qual conquistou apenas ao longo dos últimos 2 milhões de anos (a partir de sua região de origem na Austrália) via dispersão oceânica. Harrington e Gadek (2009) referiram à D. Viscosa como tendo "uma distribuição parecida a alguns dos maiores dispersores transoceânicos do mundo".

## Nomes comuns
Em inglês, o termo hopbush é utilizado para se referir à D. viscosa e também ao gênero como um todo.
Em Tâmil Nadu, um estado do sul da Índia, essa planta se chama virāli (விராலி).
Nomes comuns australianos incluem: broad leaf hopbush, candlewood, giant hopbush, narrow leaf hopbush, sticky hopbush, native hop bush, soapwood, switchsorrel, wedge leaf hopbush, e native hop. O povo Wiradjuri de Nova Gales do Sul utiliza o nome Bururr.
Nomes comuns adicionais incluem: ʻaʻaliʻi, ‘a‘ali‘i-ku ma kua e ‘a‘ali‘i ku makani na língua havaiana; akeake (Nova Zelândia); lampuaye (Guam); mesechelangel (Palau); chirca (Uruguai, Argentina); Xayramad (Somália); romerillo (Sonora, México); jarilla (Sul do México); hayuelo (Colômbia); ch'akatea (Bolívia); casol caacol (Seris); ghoraskai (Afeganistão); vassoura-vermelha (Brasil).

## Taxonomia
Evidências filogenéticas apoiam D. viscosa sendo a espécie irmã da D. camfieldii, uma espécie endêmica a uma pequena porção costeira da Nova Gales do Sul, na Austrália.

### Subespécies e sinônimos
Existem várias subespécies como a seguir:
- Dodonaea viscosa subsp. angustifolia (L.f.) J.G.West
- Dodonaea viscosa subsp. angustissima (DC.) J.G.West
- Dodonaea viscosa subsp. arizonica (A.Nelson) A.E.Murray
- Dodonaea viscosa subsp. cuneata (Sm.) J.G.West
- Dodonaea viscosa subsp. elaeagnoides (Rudolphi ex Ledeb. & Adlerstam) Acev.-Rodr.
- Dodonaea viscosa subsp. mucronata J.G.West
- Dodonaea viscosa subsp. spatulata (Sm.) J.G.West
- Dodonaea viscosa L. subsp. viscosa

Sinônimos botânicos:
- D. eriocarpa Sm.
- D. sandwicensis Sherff
- D. stenocarpa Hillebr.

### Sistemática
Foi identificado que D. viscosa se dividiu em dois grupos coespecíficos, conhecidos como grupos I e II, durante o Pleistoceno, por volta de 1.1–2.1 Ma (milhões de anos atrás) (95% Maior Densidade de Probabilidade, MDP). Esses dois grupos coespecíficos são distribuídos diferentemente dentro da Austrália. Plantas do grupo I são arbustos costeiros crescendo do nordeste de Queensland até a borda de Nova Gales do Sul. Este clado possui uma série de linhagens geneticamente divergentes (I:a,b,c,d,e,f,g,). Tem sido identificado que o subclado Ib compartilhou um último ancestral em comum com o subclado Ia durante o Pleistoceno Médio, 0.5–1.2 Ma.
- Grupo I a: D. viscosa Pagã, D. viscosa ssp viscosa Yorkeys Knob Beach, D. viscosa ssp viscosa Trinity Beach, D. viscosa ssp viscosa Clifton Beach, D. viscosa ssp viscosa Wonga Beach, D. viscosa Tanzânia2, D. viscosa ssp viscosa Airlie Beach, D. viscosa Ilhas Virgens.
- Grupo I b: D. viscosa Maui Ulupalakua, D. viscosa, Havaí Pohakuloa, D. viscosa Maui PoliPoli, D. viscosa Havaí Kona, D. viscosa Havaí Kauai.
- Grupo I c: D. viscosa Arizona 1, D. viscosa Arizona 2, D. viscosa México, D. viscosa Brasil, D. viscosa Colômbia, D. viscosa Bolívia
- Grupo I d: D. viscosa Taiwan 1, D. viscosa Taiwan 2, D. viscosa Japão, D. viscosa China, D. viscosa Tanzânia1.
- Grupo I e:  D. viscosa Omã, D. viscosa África do Sul1, D. viscosa Índia
- Grupo I f: D. viscosa África do Sul 3, D. viscosa África do Sul 4, D. África do Sul 2, D. viscosa Nova Caledônia 1, D. viscosa Nova Caledônia 2, D. viscosa Papua Nova Guiné
- Grupo I g: D. viscosa ssp burmanniana 1, D. viscosa ssp burmanniana 2

O Grupo II de D. viscosa está presente em quase todo o continente. O Grupo II tem pelo menos três linhagens evolutivas (II:a,b,c), cujas distribuições geralmente se sobrepõem. De acordo com West, essas subespécies contém intergradação morfológica, particularmente nas regiões com maior pluviosidade da Austrália, mas não na zona árida, onde geralmente se sobrepõem. Existe também uma hipótese de um fluxo gênico contínuo entre D. procumbens e o grupo II de D. viscosa, resultado de eventos de hibridação de duas populações em regiões centrais da Austrália Meridional. Acredita-se que os membros do grupo II tenham dispersado durante o Pleistoceno Médio (0.5–1.2 Ma) a partir da Austrália continental até Nova Zelândia.
- Grupo II a: D. viscosa Nova Zelândia Ilha Sul 2, D. viscosa Nova Zelândia Ilha Sul 3, D. viscosa Nova Zelândia Ilha Sul 1, D. viscosa Nova Zelândia Ilha Norte 4, D. viscosa ssp angustissima 1, D.viscosa ssp angustissima 3, D. viscosa ssp angustissima 2.
- Group II b: D. viscosa ssp spatulata, D. viscosa ssp cuneata, D. viscosa ssp angustifolia, D. procumbens, D. procumbens 2.
- Group II c: D. biloba, D. viscosa ssp mucronata.

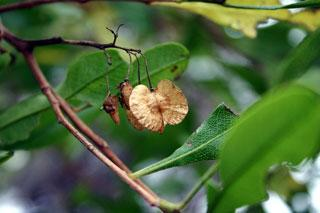
Fruto

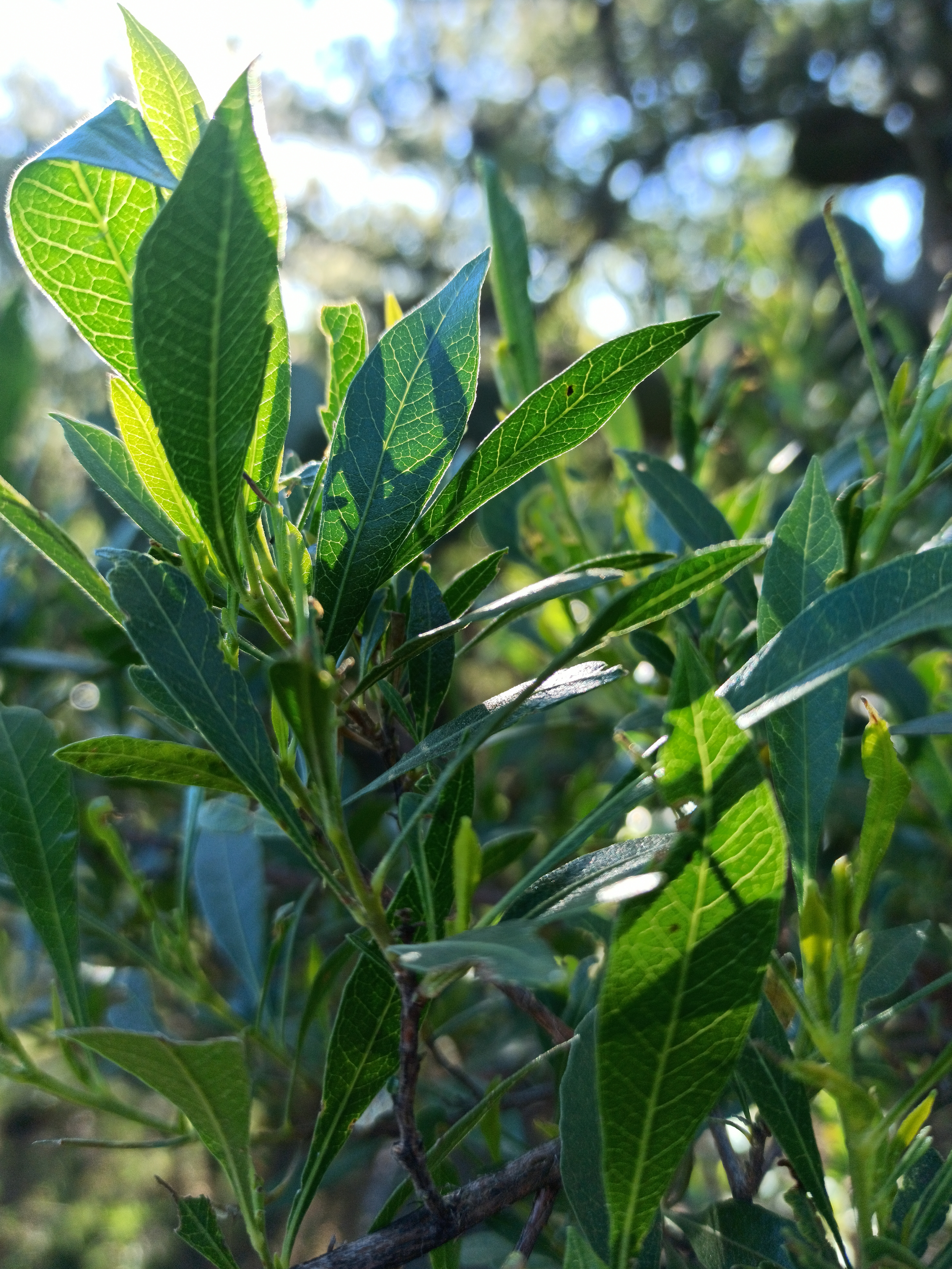
Folhas

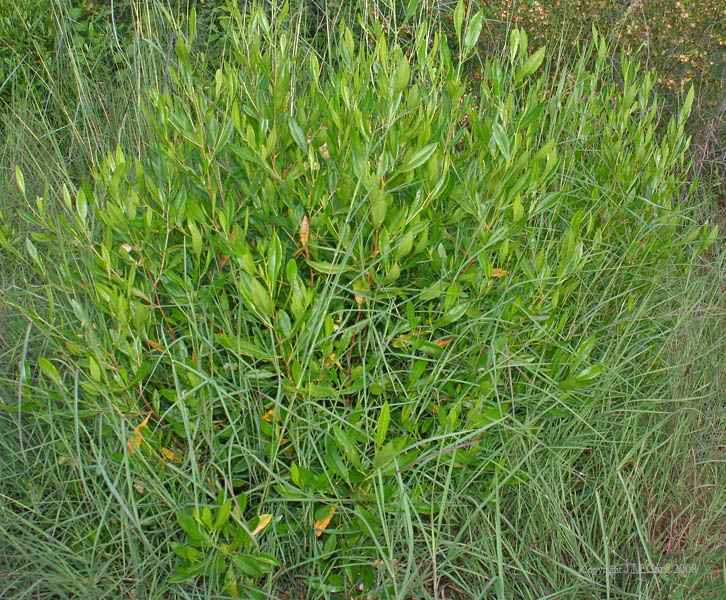
Aparência

## Descrição

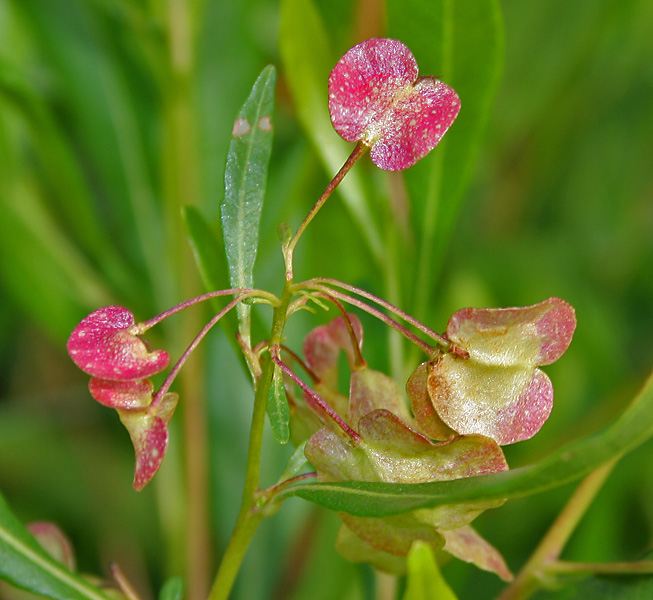
Frutos

D. viscosa é um arbusto que cresce de 1-3 metros de altura, eventualmente chegando a ser uma pequena árvore de até 9 m de altura. As folhas são variadas em formato: são geralmente obovadas, porém algumas são lanceoladas. São frequentemente sésseis, têm de 4 a 7,5 cm de comprimento e 1 a 1,5 cm de largura, podem ter várias distribuições, e secretam uma substância resinosa. Vários espécimes têm um ápice pontiagudo ou arredondado. A base das folhas é estendida, e a textura das folhas é coriácea, resistente, mas também flexível. As nervuras centrais são médias, tornando-se menos visíveis perto do ápice. As veias secundárias são finas, geralmente indistintas, e as veias vêm normalmente em 6 a 10 pares. Nas folhas, é possível observar um camptódromo. A distribuição das folhas pode ser indiferentemente oposta, sub oposta ou alterna. A venação ramifica das nervuras centrais em diferentes ângulos, os quais podem variar de 12° até 70°. As veias basais estão muito ascendentes em algumas plantas: o ângulo de divergência pode estar perto de 45°. A venação secundária basal ramifica de um ponto perto da base da veia principal e se torna paralela à margem da folha, com a distância de 1 milímetro até 2 milímetros das bordas. As margens são normalmente dentadas ou onduladas. As veias secundárias restantes se situam em intervalos regulares com flores, que normalmente crescem nas extremidades dos ramos.
As flores são amarelas a vermelho alaranjado e são produzidas em panículas cerca de 2,5 cm de comprimento. As flores podem ser apenas macho ou fêmea, e uma planta carrega só flores macho ou só flores fêmea. Porém, às vezes elas podem ser vistas carregando flores de ambos sexos. O pólen é transportado por anemofilia. Acredita-se que as flores não tenham pétalas durante a evolução para aumentar a exposição ao vento. O fruto é uma cápsula de 1,5 cm de largura, de cor marrom madura avermelhada, com duas a quatro asas.

## Usos
A madeira é extremamente resistente e durável. Em Nova Zelândia, onde é a mais pesada de qualquer madeira nativa, os Maoris têm tradicionalmente usado-a para fazer armas, bengalas esculpidas, cabos de machado, e peso em eixos de perfuração. D. viscosa é usada pelos povos da parte ocidental da ilha de Nova Guiné, pelo Sudeste Asiático, África Ocidental e Brasil para a construção de casas e lenha. As folhas da planta podem também ser usadas como emplastros para feridas.
Os nativos havaianos fizeram pou (postes de casa), laʻau melomelo (isca de pesca), e ʻōʻō (varas de cavar) com madeira de ʻaʻaliʻi e um corante vermelho do fruto.
O cultivar 'Purpurea', com folhagem roxa, é amplamente cultivado como um arbusto de jardim. Dodonaea viscosa facilmente ocupa áreas abertas e florestas secundárias, e é resistente à salinidade, seca e poluição. Pode ser usada para a estabilização de dunas, remediação de terras poluídas e para reflorestamento. A planta é tolerante a ventos fortes, e logo é comumente usada como cobertura, quebra-vento, e arbusto decorativo.
Os Seris usam a planta medicinalmente. Também foi utilizada para estimular lactação em mães, para tratar disenteria, para curar distúrbios do sistema digestivo, problemas de pele e reumatismo na África e Ásia. Em Nova Guiné, as pessoas usam-na como incenso para funerais. No passado, D. viscosa foi utilizada pelos australianos para a fabricação de cerveja ao invés de lúpulos (como refletido no nome “hopbush”, já que lúpulo se chama "hop" em inglês).

## Cultivação
Dodonaea viscosa pode ser cultivada através de sementes. Entretanto, o pré-tratamento da semente em água muito quente pode ser necessário. A planta também pode ser cultivada através de estacas. Às vezes, este método também é utilizado para obter plantas fêmea com suas frutas aladas para o valor estético. Vassouras-vermelhas podem sobreviver longos períodos secos e são facilmente cultivadas sem alimentação pesada.